# 武庫川線
武庫川線（日语：／ Mukogawa sen */?）是日本阪神電氣鐵道所經營的一條鐵道路線。

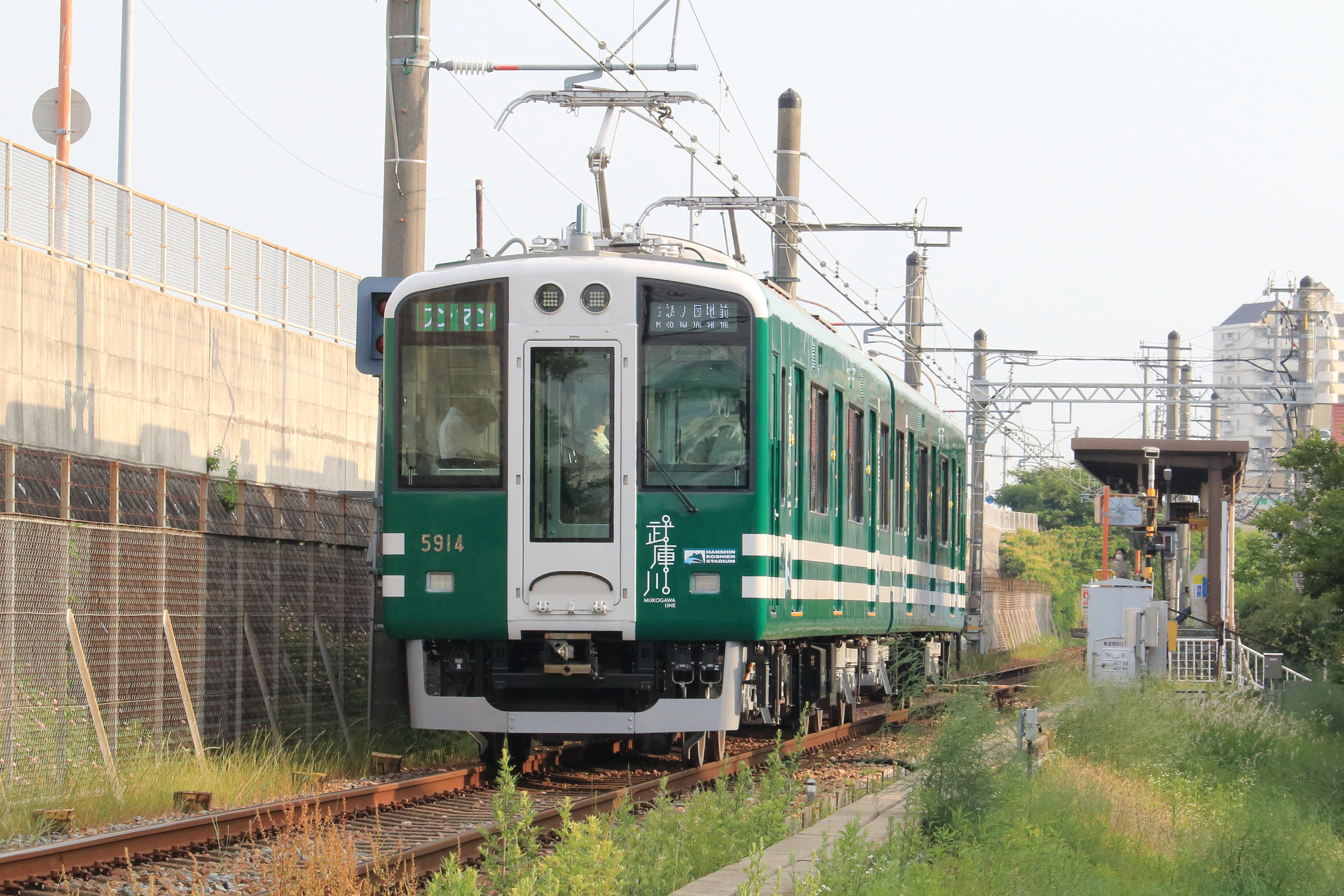
洲先站至東鳴尾站間的阪神5500系電聯車「甲子園號」（2020年6月）

## 路線資料
- 路線距離（營業距離）：1.7公里
- 軌距：1435毫米
- 站數：4個（包括起終點站）
- 複線路段：沒有（全線単線）
- 電氣化路段：全線電氣化（直流1500V）
- 閉塞方式：自動閉塞式

## 車站列表
| 車站編號 | 中文站名     | 日文站名 | 英文站名 | 站間距離 | 營業距離 | 接續路線                     |
| -------- | ------------ | -------- | -------- | -------- | -------- | ---------------------------- |
| HS 12    | 武庫川       |          |          | -        | 0.0      | 阪神電氣鐵道： 本線（HS 12） |
| HS 53    | 東鳴尾       |          |          | 0.7      | 0.7      |                              |
| HS 52    | 洲先         |          |          | 0.4      | 1.1      |                              |
| HS 51    | 武庫川團地前 |          |          | 0.6      | 1.7      |                              |

### 廢止區間
西之宮站 - 甲子園口站 - 武庫大橋站 - 小松站 - 武庫川站
- 西之宮 - 武庫大橋間為貨物專用線。

### 過去銜接路線
- 西之宮站：日本國鐵東海道本線（貨物專用）
- 武庫大橋站：阪神國道線

## 使用車輛

### 現在使用車輛
- 5500系（2020年6月3日～）[2][3]

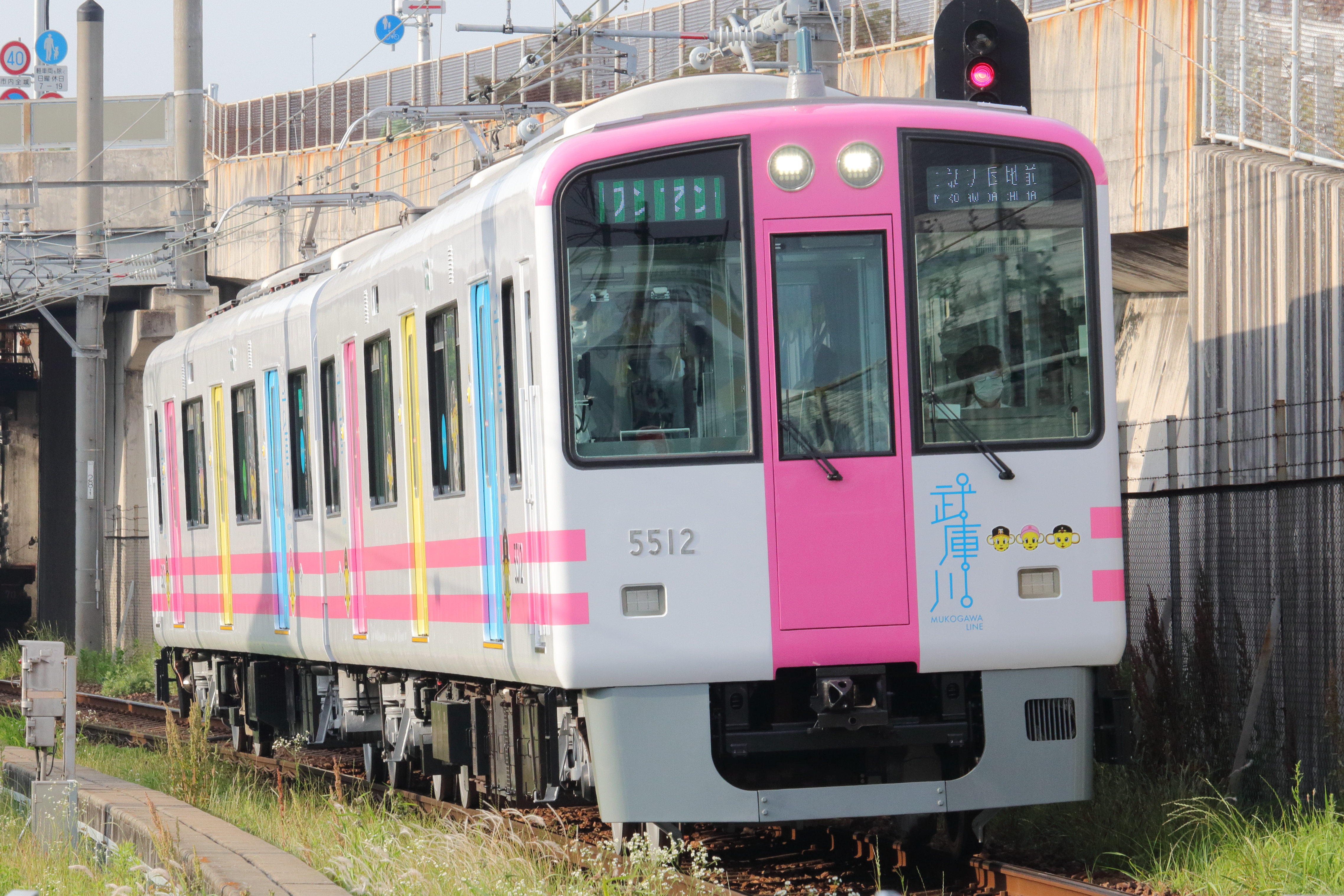
トラッキー号 5511F-5912F
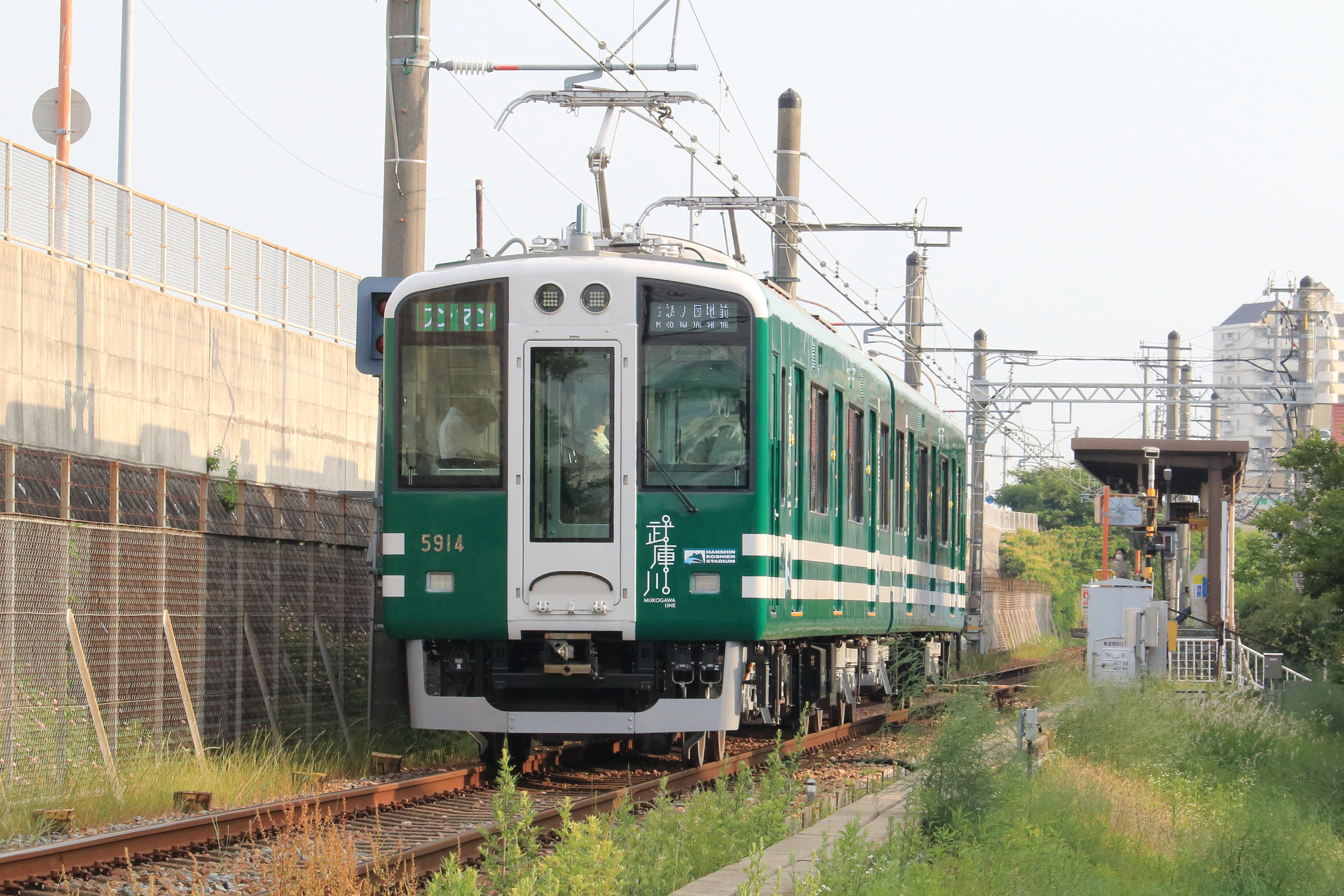
甲子園号 5514-5914F

### 過去使用車輛
- 7861型（日语：阪神7801・7901形電車）（～2020年6月2日）
- 7890型（日语：阪神3801・3901形電車）（～2020年6月2日）

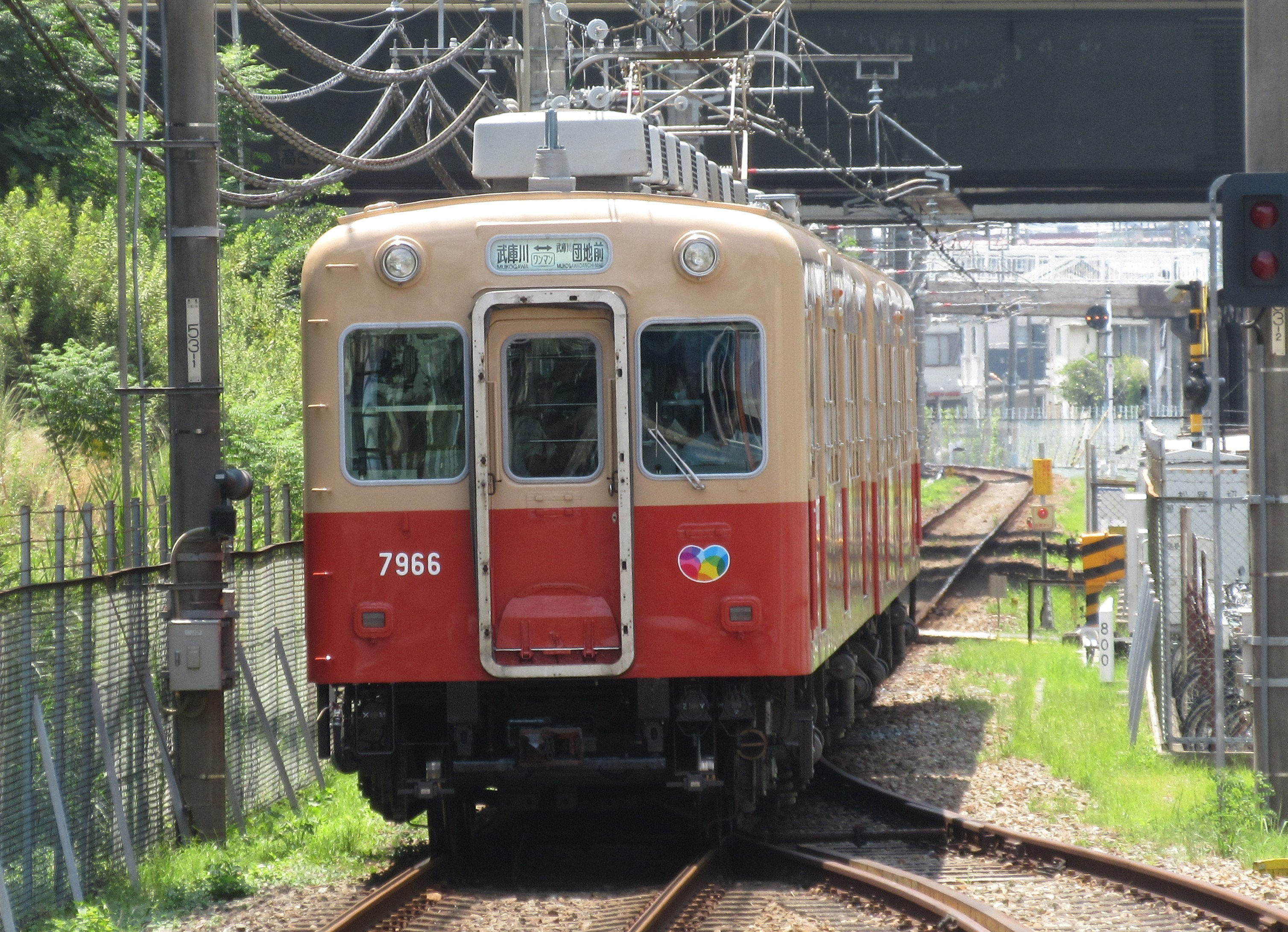
7861型
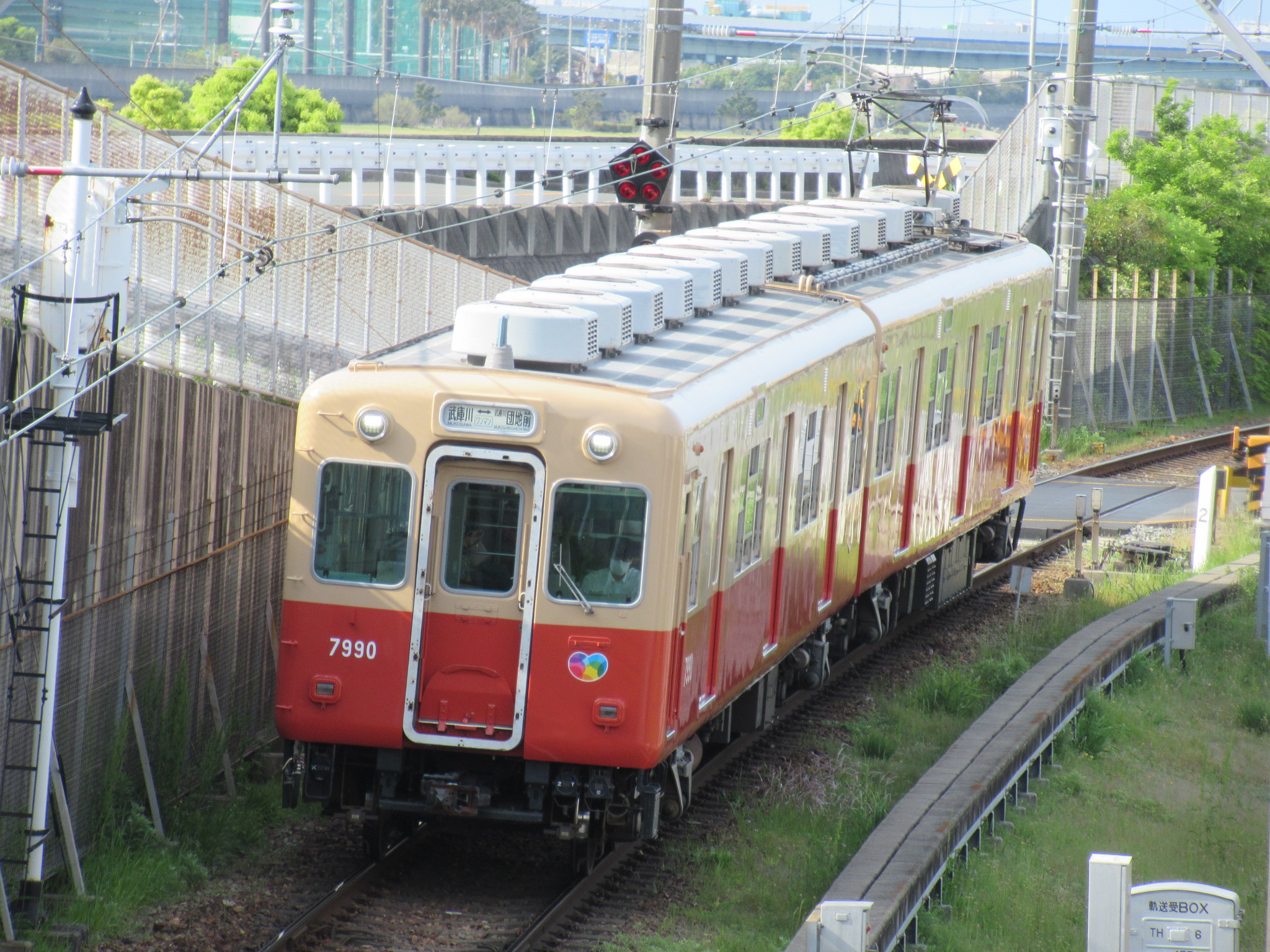
7890型

## 脚注
1. ↑  『日本鐵道旅行地図帳 関西2』P.52
2. ↑  . 阪神電鉄. 2020年2月21日. （原始内容存档于2020年2月22日） （日语）.
3. ↑  . 鉄道ニュース. 2020-06-03. （原始内容存档于2020-06-03） （日语）.